# Église Saint-Jean de Maastricht
L’église Saint-Jean est une église gothique dans le centre historique de Maastricht. Cette église protestante est mitoyenne de la basilique catholique Saint-Servais sur le Vrijthof générant une forme unique d’église jumelle aux Pays-Bas.

## Histoire
L'église de Saint-Jean était au Moyen Âge, l'une des quatre églises paroissiales de Maastricht. L'église tire son nom de Jean le Baptiste et a été mentionnée pour la première fois en 1218. L'église date toutefois du XIVe et du début du XVe siècle. En 1414, le baptistère gothique fut ajouté, la tour d'origine s'étant effondrée le 8 juin 1366 après de violentes tempêtes. Après une longue convalescence dans la seconde moitié du XVe siècle, la tour actuelle a enfin été achevée ainsi que la grande lanterne.
En 1632, après la conquête de Maastricht par Frédéric-Henri d'Orange-Nassau, l'église s'est finalement convertie officiellement au protestantisme, après avoir été plus tôt, brièvement revendiquée par les protestants. En 1633, l'église appartenait dès lors et désormais à l'église réformée hollandaise. Les peintures murales dont les représentations catholiques ont dès cette époque disparu sous une couche de chaux blanche n'ont été redécouvertes qu'au début du XXe siècle lors de sa restauration.
La tour n'a pas toujours eu la couleur rouge vif d'aujourd'hui, dans les écrits ont été mentionnées la couleur jaune au début du XVIIIe siècle et blanche au début du XIXe siècle, car elle est construite en tuffeau de Maastricht, une pierre calcaire tendre de couleur naturellement blonde claire à jaune intense, comme les murs et les arcades à l'intérieur de l'église. Le premier niveau de la tour est en pierre bleue de Meuse, importée de Wallonie, qui n'est pas peinte, comme les colonnes à l'intérieur de l'église et une partie des murs du vaisseau. L'église a été restaurée à plusieurs reprises, dans les années 1713 (par l'architecte Gilles Doyen), en 1774, 1822, 1844, de 1877 à 1885 (dirigé par Pierre Cuypers), de 1909 à 1912 (dirigé par Willem Sprenger) et enfin de 1981 à 1985 (dirigé par W. Dingemans). C'est seulement au cours de la dernière restauration (1984) que la tour a été peinte en rouge.

## Utilisation actuelle

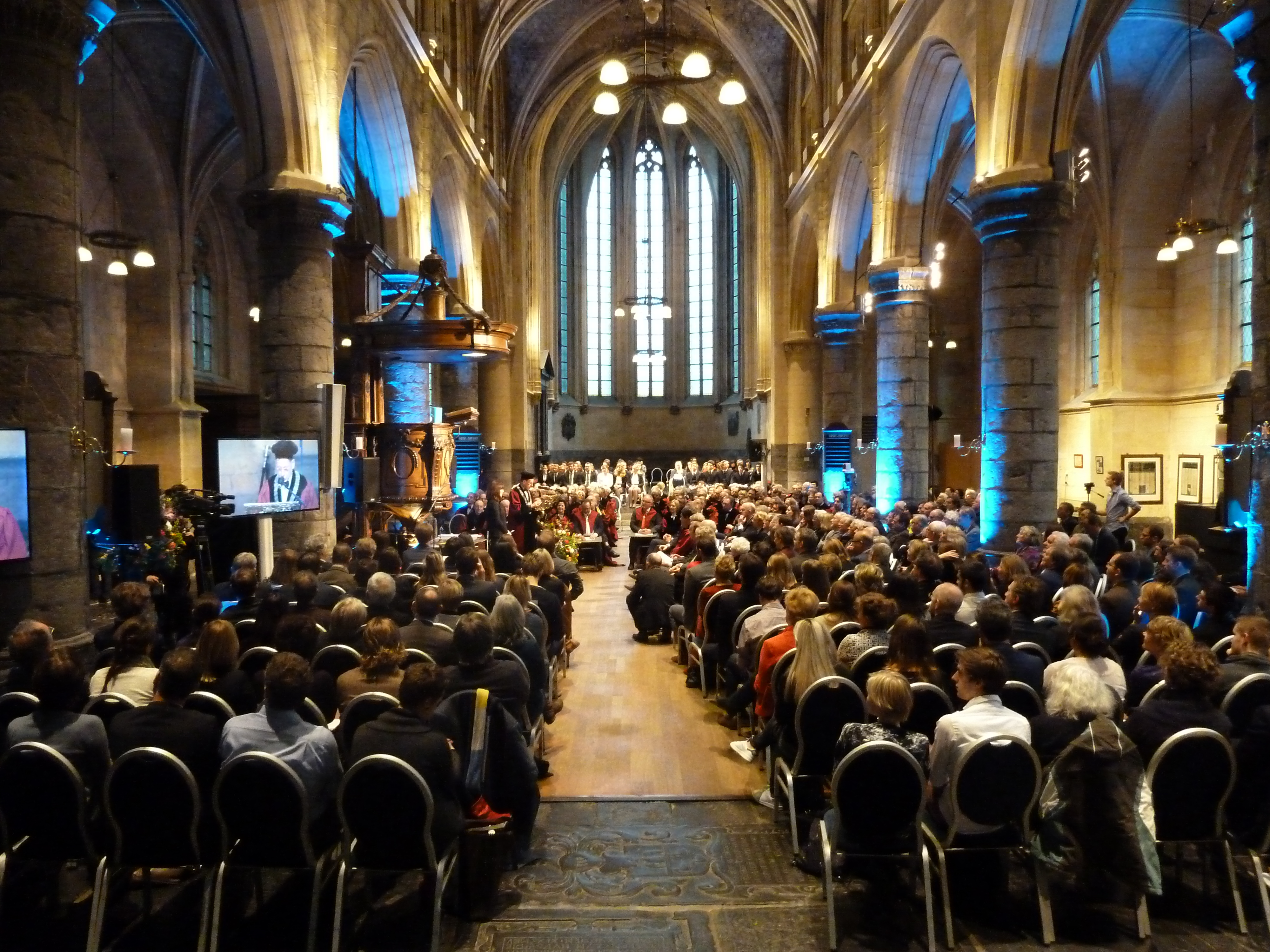
Vue intérieure de la nef

L'église Saint-Jean est utilisée en Vtant qu'Église protestante de Maastricht (Église protestante dans les Pays-Bas). Il s'agit du résultat de la fusion de l'Église eprotestante néerlandaise et des églises réformées des Pays-Bas qui tenaient place à Maastricht, jusqu'alors, dans un autre endroit (l'église réformée de la Sterreplein). L'Église réformée de Saint-Jean la supplanta pour devenir l'église principale de la nouvelle Église fusionnée à Maastricht.
L'église est en été (de Pâques à l'automne) ouverte au public, sauf le dimanche. Il est également possible à cette époque de monter en haut de la tour (près de 80 mètres). L'entrée principale de l'église se situe sur la Henric van Veldekeplein.

## Architecture

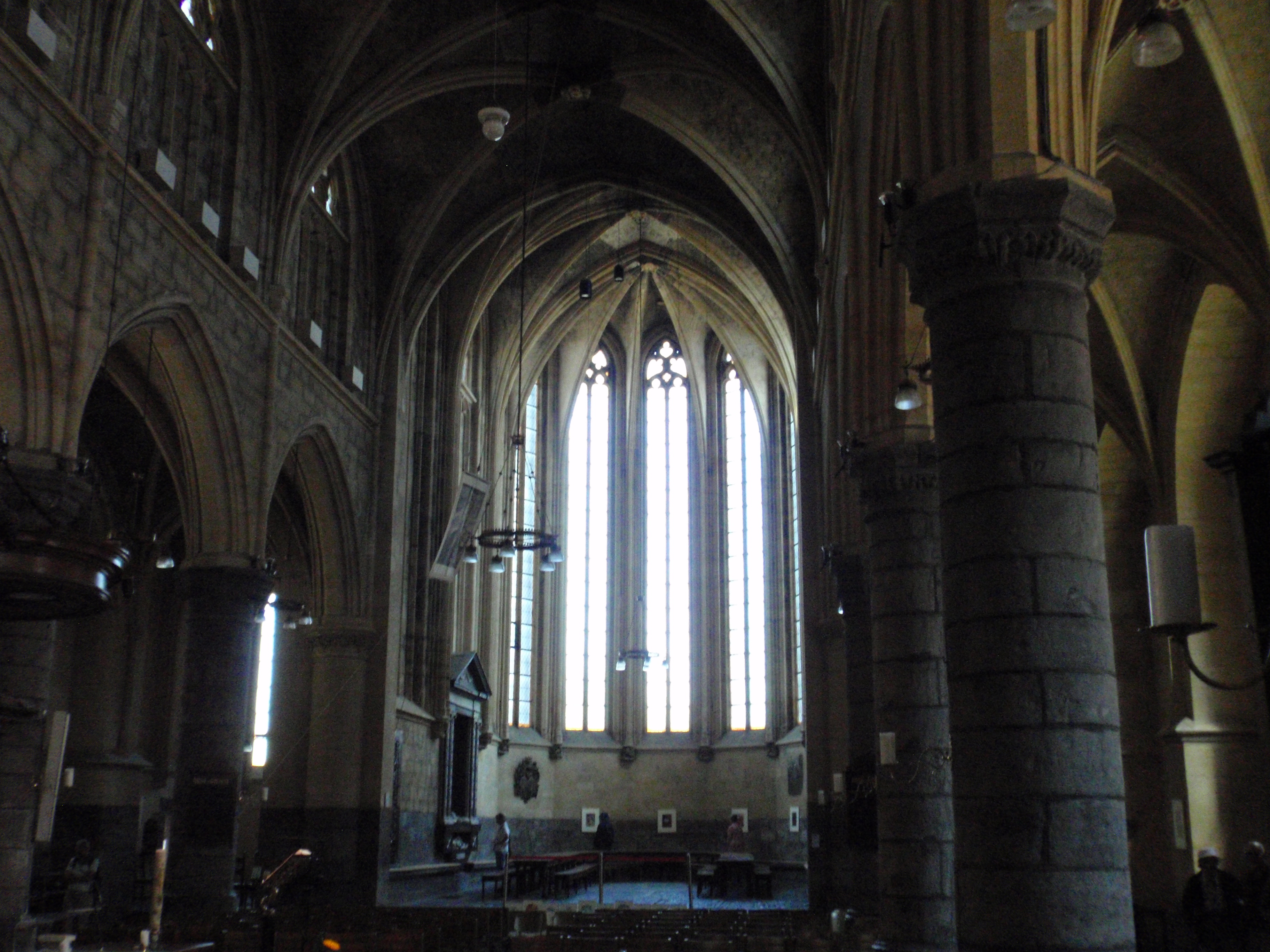
Vue intérieur du chœur.

L'église Saint-Jean est l'une des sept églises ou chapelles gothiques du centre de Maastricht. L'église a été construite en tuffeau de Maastricht sur une sous-structure de grès et de pierre bleue de Meuse. L'église se compose d'une nef basilicale depuis le début du XIVe et d'un chœur de la fin du même siècle. Le baptistère et la sacristie datent du XVe siècle. L'église possède une tour, peinte en rouge, de 79 mètres de haut, dont les caractéristiques de la superstructure présente des similitudes et influences avec la tour de la cathédrale de Utrecht. La flèche date du temps des restaurations par Pierre Cuypers (1877).
La tour a un clocher en bois construit au XVe siècle avec une cloche de 1687 offerte par Joannes et Josephus Plumere. La petite horloge, utilisée quotidiennement pour ouvrir et fermer les portes, a été pillée par les Allemands en 1943. En 1997, la tour a été équipée d'une nouvelle horloge.
L'intérieur est couvert d'une voûte en croisée d'ogives. Les huit colonnes de pierre bleue solide ont des chapiteaux aux motifs de feuilles d'érable stylisées. Les corbeaux montrent l'image des douze apôtres, d'évêques et d'anges. En outre, on peut voir dans l'église plusieurs pierres tombales sculptées en marbre blanc et noir, dont la plus ancienne date de 1354, plusieurs peintures murales, dont l'Agnus Dei dans le chœur et une représentation du Christ comme Salvator Mundi sur un piédestal. Le mobilier est notamment composé d'un lutrin en cuivre du XVIIe siècle, une chaire de style Louis XVI de 1779 et des fonts baptismaux en marbre du XIXe siècle.

## Orgue

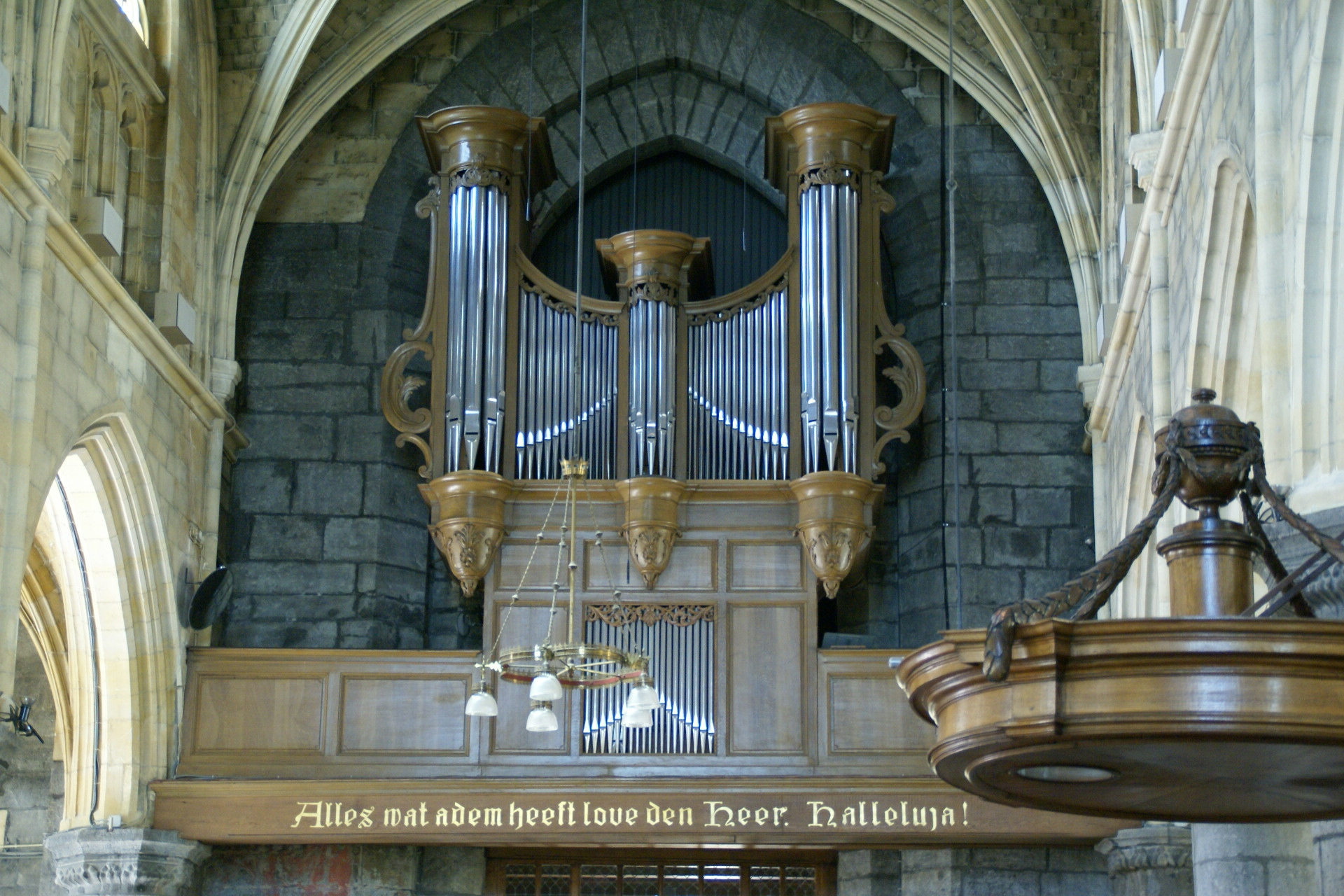
Vue sur l'orgue.

L'église Saint-Jean a eu au cours des années divers orgues. L'orgue actuel a été construite en 1992 par la firme Verschueren en utilisant le buffet d'orgue de 1780 disposé comme suit : 
| I Grand Orgue C– |       |  |
| Grand Bourdon    | 16′   |  |
| Montre           | 8′    |  |
| Bourdon          | 8′    |  |
| Prestant         | 4′    |  |
| Flûte            | 4′    |  |
| Nasard           | 2/3′  |  |
| Doublette        | 2′    |  |
| Tierce           | 13/5′ |  |
| Fourniture       | IV    |  |
| Cornet           | IV    |  |
| Trompette        | 8′    |  |
| Clairon          | 4′    |  |

| II Positif C– |       |  |
| Montre        | 8′    |  |
| Bourdon       | 8′    |  |
| Prestant      | 4′    |  |
| Flûte         | 4′    |  |
| Nasard        | 2/3′  |  |
| Doublette     | 2′    |  |
| Flageolet     | 2′    |  |
| Tierce        | 13/5′ |  |
| Fourniture    | III   |  |
| Cromorne      | 8′    |  |

| Pédale C– |     |
| Soubasse  | 16′ |
| Flûte     | 8′  |
| Bombarde  | 16′ |

## Anecdotes
- L'église de Saint-Jean était à l'origine l'église baptismale de la paroisse de Saint-Servais. Le samedi avant Pâques et la Pentecôte a lieu la procession du chanoine de Saint-Servais à Saint-Jean pour consacrer l'eau baptismale[3].
- La relation entre les protestants de Saint-Jean et les catholiques de Saint-Servais n'a pas toujours été harmonieuse. Au XVIIe siècle, par exemple, les sonneries sauvages des cloches de Saint-Servais perturbaient les sermons de Saint-Jean[4].
- En 1659, un différend est né entre l'église et le sculpteur Johannes Boissier au sujet du tombeau de marbre fait pour Jacoba Cabeliau-le Gryse. En effet, l'église trouvait le monument trop « catholique »[3].

## Galerie

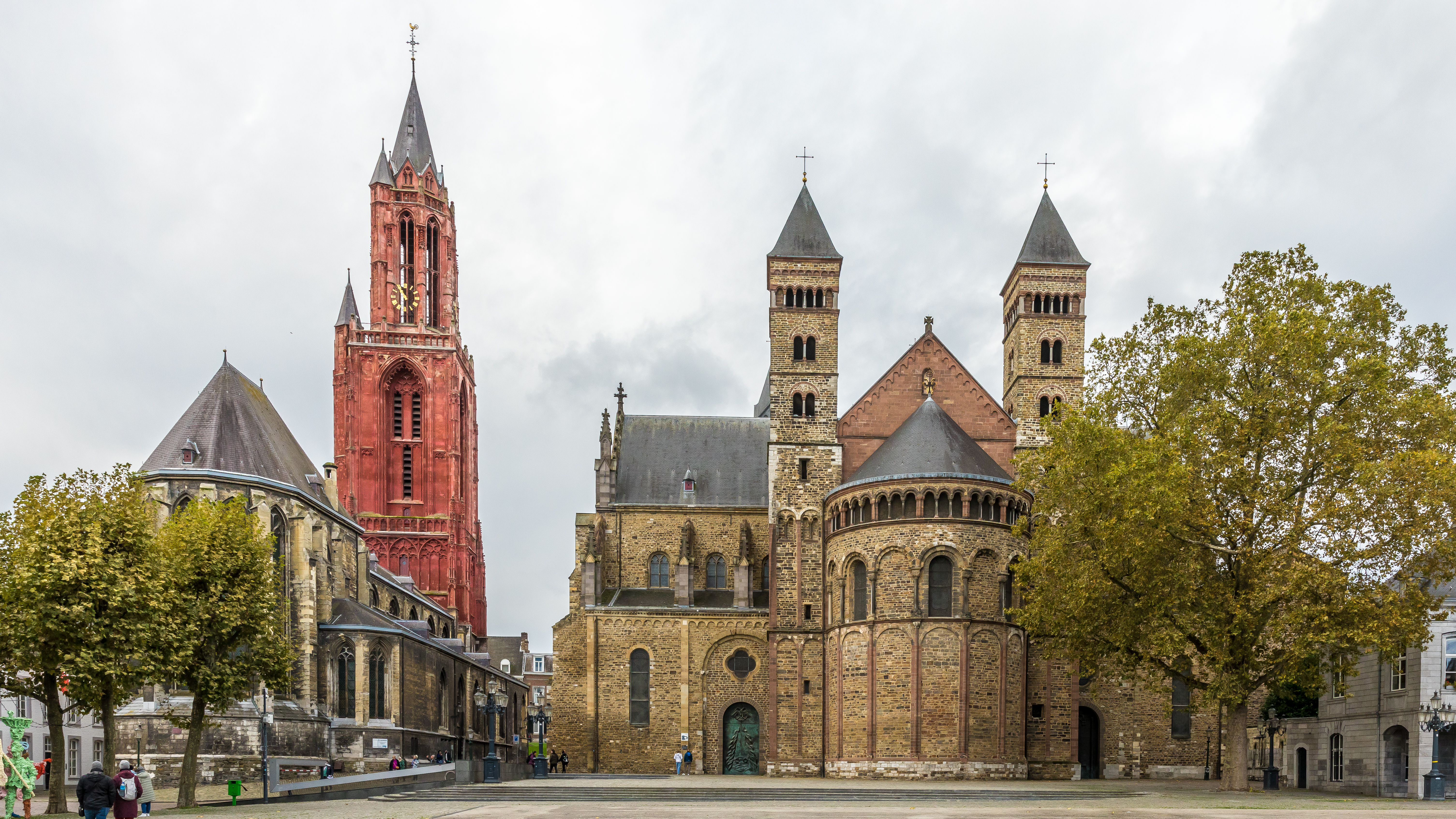
Saint-Jean et Saint-Servais sur le Vrijthof.
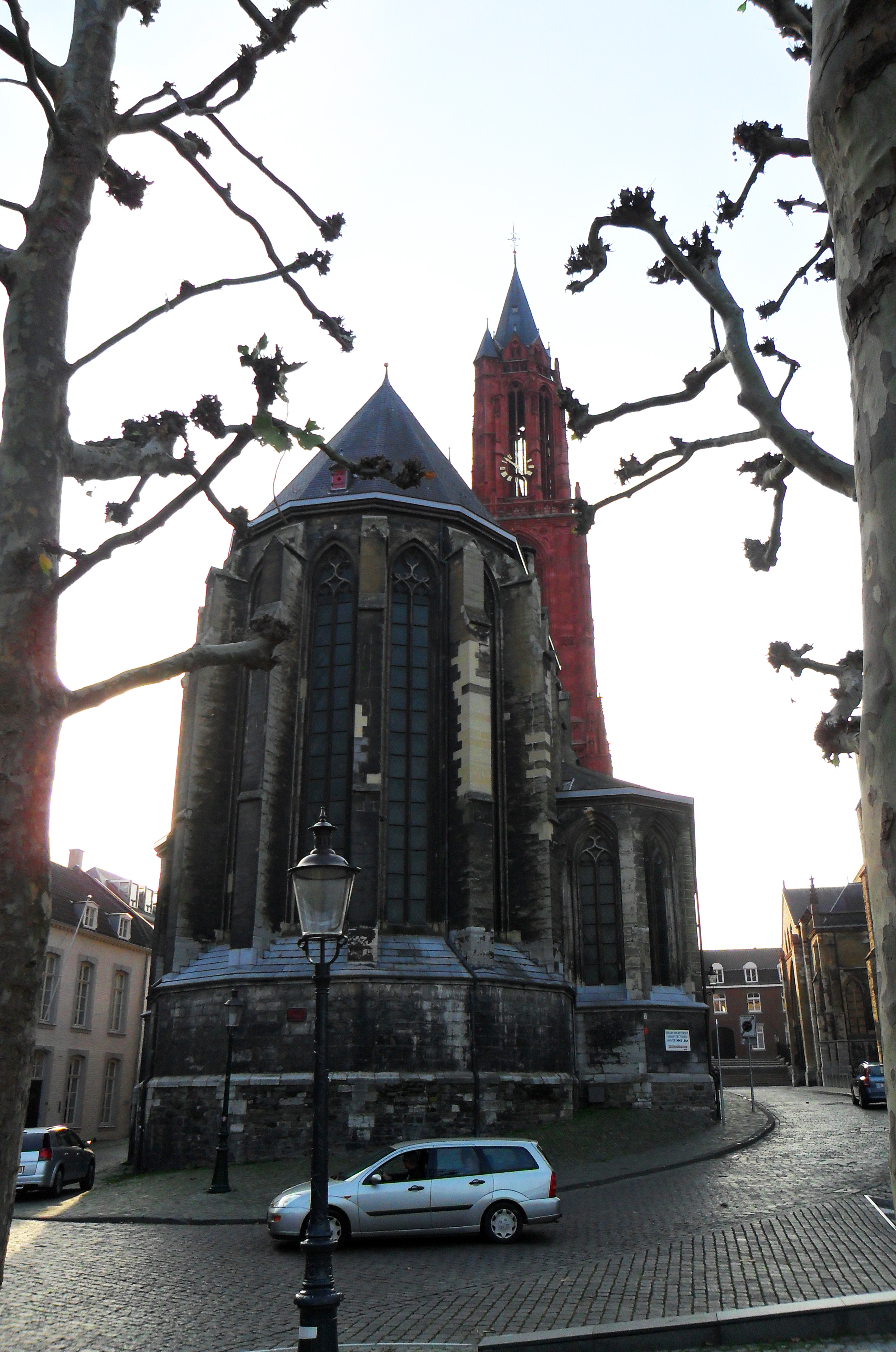
Vue extérieure sur le chœur.
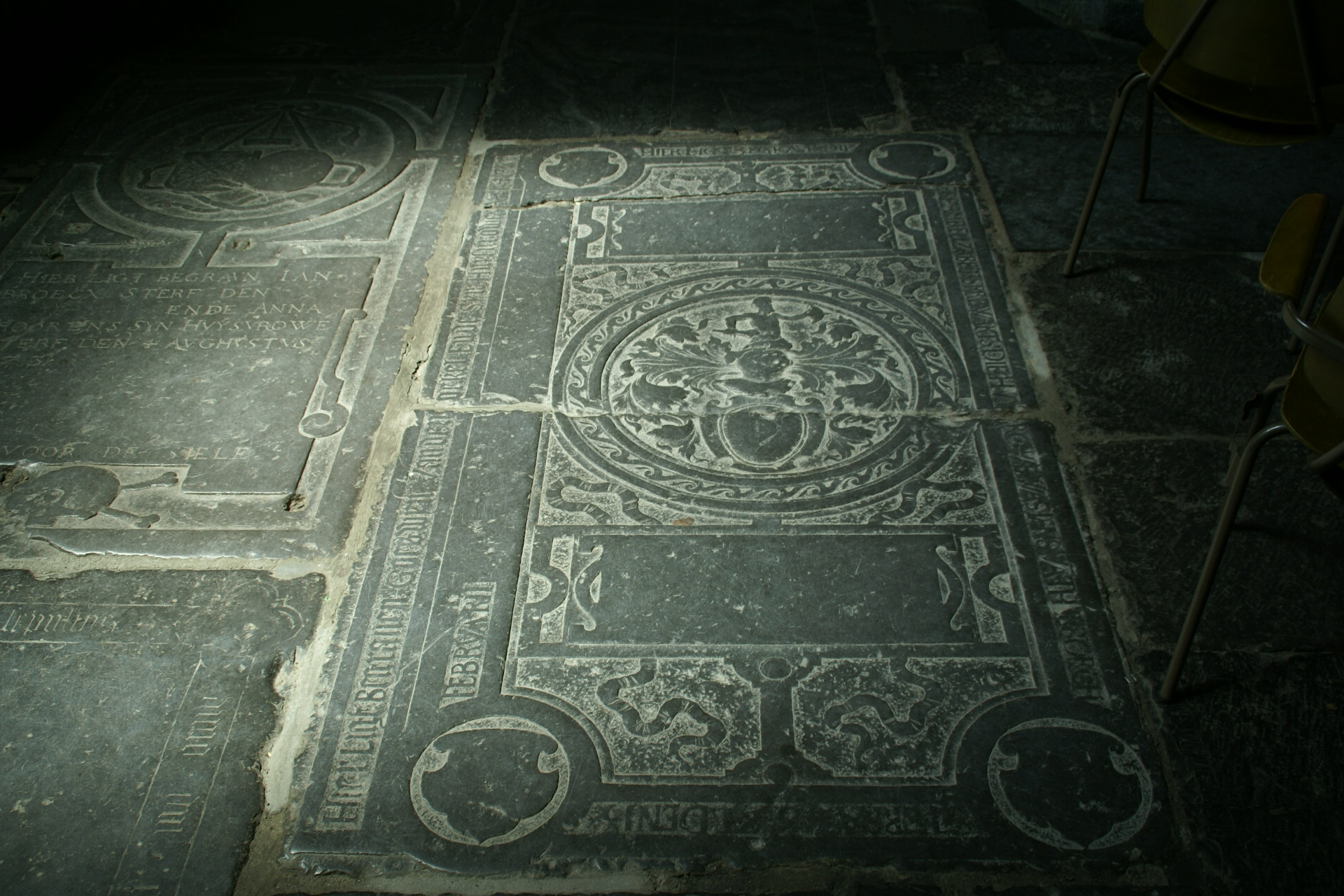
Dallage et tombe.
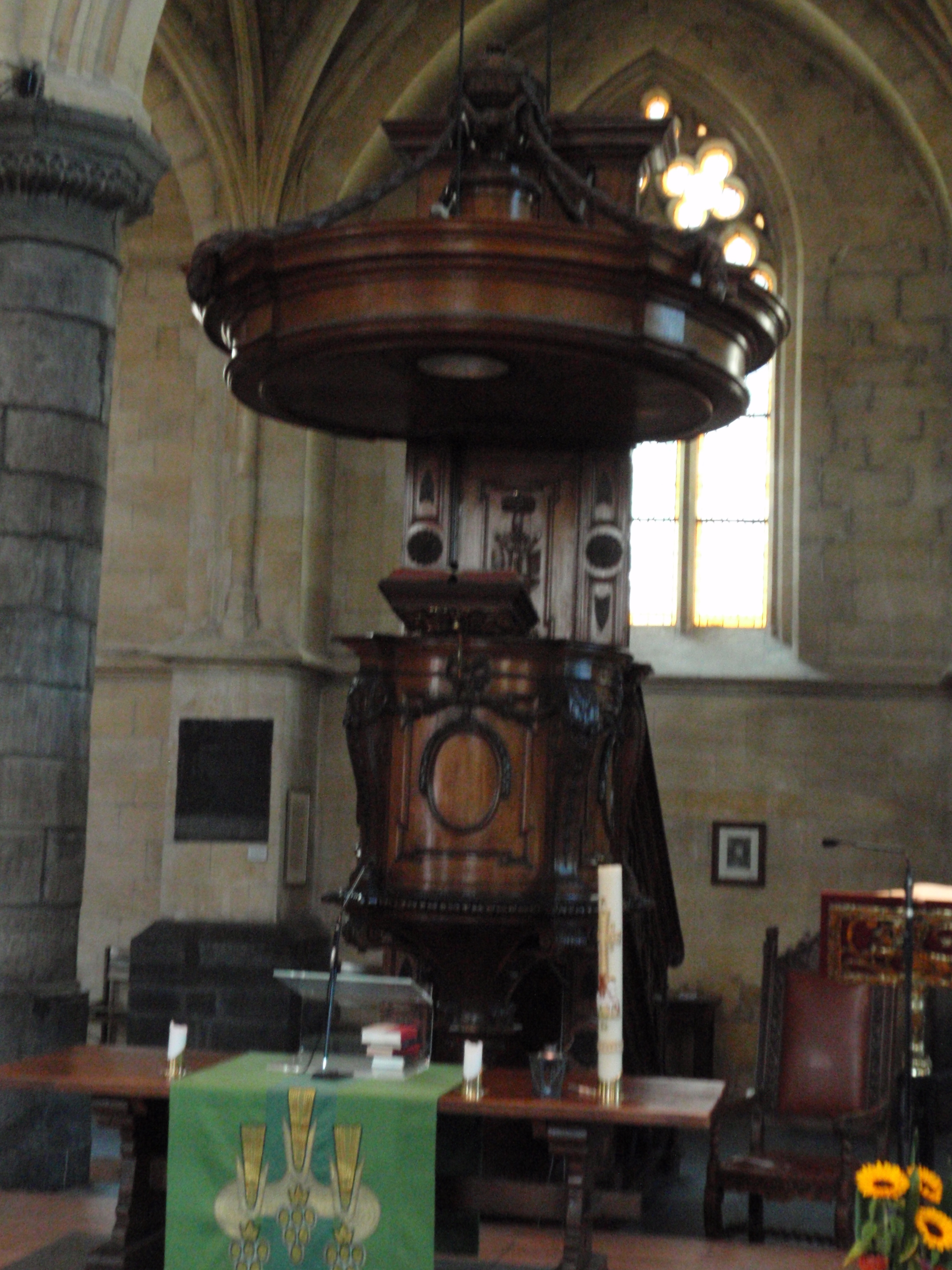
Chaire.